# Skica
Skica je na hitro narisana slika, ki lahko prikazuje več stvari npr. stanovanje ali poti.